# Utsul

Vị trí của Tam Á.

Người Utsul là một dân tộc nhỏ bé sống ở đảo Hải Nam, Trung Quốc. Họ được tìm thấy ở miền nam của đảo Hải Nam, nơi gần thành phố Tam Á (Sanya), và được Cộng hòa nhân dân Trung Hoa liệt vào nhóm dân tộc Hồi.
Theo những truyền thuyết của người Utsul, tổ tiên của họ là những người Hồi giáo từ Trung Á di chuyển ra về hướng nam tới vị trí ngày nay. Tuy nhiên, theo những nghiên cứu mới nhất thì họ cùng nhóm với người Chăm, người Aceh ở Đông Nam Á. Có thể họ chính là những hậu duệ của những người Chăm gốc miền trung Việt Nam đã di cư sang đây từ nhiều thế kỉ trước.
Có một thực tế là sau khi vương quốc Chăm Pa bị sáp nhập vào Đại Việt thì nhiều người Chăm đã di cư đến các quốc gia lân cận như Campuchia, Lào, Malaisia... và có thể một nhóm nhỏ người chăm đã di cư theo hướng bắc đến Hải Nam. Nhưng làm thế nào mà họ đến đây và thu nhận tên Utsul thì không rõ.
Mặc dù họ có khác biệt về văn hóa so với những người xung quanh, nhưng chính phủ Trung Quốc vẫn coi họ là thành viên của nhóm dân tộc Hồi. Tuy nhiên, theo các báo cáo của Hans Stübel - nhà dân tộc học Đức - người đã "phát hiện" ra họ năm 1930, thì ngôn ngữ của họ là hoàn toàn không liên quan đến bất kỳ ngôn ngữ được nói ở Trung Hoa Đại lục. Họ nói tiếng thuộc loại ngôn ngữ Tsat, một trong số ít các ngôn ngữ Mã Lai - Đa đảo. Họ không chia sẻ gì hơn ngoại trừ cùng tôn giáo với những người dân tộc Hồi khác.

## Liên kết khác
- Các sắc tộc không được phân loại tại Trung Quốc